# Pan Jianwei
Pan Jianwei (chinês simplificado: 潘建伟, pinyin: Pān Jiànwěi; nascido em 3 de março de 1970) é um físico quântico chinês conhecido por seu trabalho no campo do entrelaçamento quântico. Ele é chamado de "pai do quantum". e foi nomeado um dos Nature 10 em 2017. Ele é um acadêmico da Academia Chinesa de Ciências e da Academia Mundial de Ciências e atua como vice-presidente da Universidade de Ciência e Tecnologia da China. Em 2019, ele liderava uma equipe de 130 pesquisadores em tecnologia Quantum. Pan creditou a Edward Snowden a motivação da pesquisa quântica na China.

## Biografia
Pan nasceu em Dongyang, Zhejiang, China, em 1970. Em 1987, ingressou na Universidade de Ciência e Tecnologia da China (USTC), da qual obteve seu bacharelado e mestrado.

## Contribuições
A equipe de Pan demonstrou o emaranhamento cinco-fóton  em 2004. Sob sua liderança, o primeiro satélite quântico do mundo foi lançado com sucesso em agosto de 2016 como parte do projeto de pesquisa internacional Quantum Experiments at Space Scale. Em junho de 2017, a equipe de Pan usou seu satélite quântico para demonstrar emaranhamento com comprimentos totais somados satélite-terra entre 1600 km e 2400 km e distribuição de emaranhamento superior a 1200 km entre estações receptoras.
Pan creditou a Edward Snowden a motivação da pesquisa quântica da China.